# Matfield Green
Matfield Green es una ciudad ubicada en el condado de Chase en el estado estadounidense de Kansas. En el año 2010 tenía una población de 47 habitantes y una densidad poblacional de 94 personas por km².

## Geografía
Matfield Green se encuentra ubicada en las coordenadas 38°09′35″N 96°33′43″O / 38.159609, -96.562013 (38.159609, -96.562013).

## Demografía
Según la Oficina del Censo en 2000 los ingresos medios por hogar en la localidad eran de $27,500 y los ingresos medios por familia eran $29,375. Los hombres tenían unos ingresos medios de $23,750 frente a los $14,375 para las mujeres. La renta per cápita para la localidad era de $17,642. Alrededor del 19.4% de la población estaban por debajo del umbral de pobreza.